# Colostygia latifasciata
Colostygia latifasciata là một loài bướm đêm trong họ Geometridae.